# 16118 Therberens
16118 Therberens este un asteroid din centura principală de asteroizi.

## Descriere
16118 Therberens este un asteroid din centura principală de asteroizi. A fost descoperit pe 7 decembrie 1999 la Socorro, New Mexico, în cadrul proiectului LINEAR. Asteroidul prezintă o orbită caracterizată de o semiaxă mare de 2,25 ua, o excentricitate de 0,15 și o înclinație de 5,8° în raport cu ecliptica.